# 하이허우현
하이허우현(베트남어: Huyện Hải Hậu / 縣海後 해후현)은 베트남 남딘성에 속한 현이다.

## 지리
하이허우현은 서쪽으로 응이어흥현, 서북쪽으로 쯕닌현, 북쪽으로 쑤언쯔엉현, 동북쪽으로 자오투이현에 접하며, 동남쪽으로 통킹만에 접한다.
{지리적 위치
|중앙 = 
|북 = 쑤언쯔엉현
|북동 = 자오투이현
|동 = 
|남동 = 통킹만
|남 = 
|남서 = 
|서 = 응이어흥현
|북서 = 쯕닌현
}}

## 역사
고대 시기에 하이허우현 지역은 원래 바다였으나 응우옌 왕조 때 점점 지면이 드러났다. 이에 농민들이 이곳에서 논밭을 개척하였고, 프랑스령 인도차이나 초기에 하이허우현을 증설하였다.

## 행정 구역
하이허우현은 3시진(市鎭) 32사(社)를 관할한다.

### 시진
- 옌딘시진(베트남어: Thị trấn Yên Định / 安定市鎮)
- 꼰시진(베트남어: Thị trấn Cồn / 昆市鎮)
- 틴롱시진(베트남어: Thị trấn Thịnh Long / 盛隆市鎮)

### 사
- 하이안사(베트남어: Xã Hải An / 海安社)
- 하이아인사(베트남어: Xã Hải Anh / 海英社)
- 하이박사(베트남어: Xã Hải Bắc / 海北社)
- 하이쩌우사(베트남어: Xã Hải Châu / 海洲社)
- 하이찐사(베트남어: Xã Hải Chính / 海政社)
- 하이끄엉사(베트남어: Xã Hải Cường / 海強社)
- 하이동사(베트남어: Xã Hải Đông / 海東社)
- 하이드엉사(베트남어: Xã Hải Đường / 海塘社)
- 하이장사(베트남어: Xã Hải Giang / 海江社)
- 하이하사(베트남어: Xã Hải Hà / 海河社)
- 하이호아사(베트남어: Xã Hải Hòa / 海和社)
- 하이흥사(베트남어: Xã Hải Hưng / 海興社)
- 하이록사(베트남어: Xã Hải Lộc / 海祿社)
- 하이롱사(베트남어: Xã Hải Long / 海隆社)
- 하이리사(베트남어: Xã Hải Lý / 海里社)
- 하이민사(베트남어: Xã Hải Minh / 海明社)
- 하이남사(베트남어: Xã Hải Nam / 海南社)
- 하이닌사(베트남어: Xã Hải Ninh / 海寧社)
- 하이퐁사(베트남어: Xã Hải Phong / 海豐社)
- 하이푸사(베트남어: Xã Hải Phú / 海富社)
- 하이푹사(베트남어: Xã Hải Phúc / 海福社)
- 하이프엉사(베트남어: Xã Hải Phương / 海芳社)
- 하이꽝사(베트남어: Xã Hải Quang / 海光社)
- 하이선사(베트남어: Xã Hải Sơn / 海山社)
- 하이떤사(베트남어: Xã Hải Tân / 海新社)
- 하이떠이사(베트남어: Xã Hải Tây / 海西社)
- 하이타인사(베트남어: Xã Hải Thanh / 海清社)
- 하이또안사(베트남어: Xã Hải Toàn / 海全社)
- 하이찌에우사(베트남어: Xã Hải Triều / 海潮社)
- 하이쭝사(베트남어: Xã Hải Trung / 海中社)
- 하이번사(베트남어: Xã Hải Vân / 海雲社)
- 하이쑤언사(베트남어: Xã Hải Xuân / 海春社)